# 维达姆堡
维达姆堡（法語：La Ferté-Vidame，法語發音：[la fɛʁte vidam]）是法国厄尔-卢瓦省的一个市镇，属于德勒区。

## 地理
维达姆堡（48°36'42"N, 0°54'3"E）面积39.81 平方千米，位于法国中央-卢瓦尔河谷大区厄尔-卢瓦省，该省份为法国北部内陆省份，北起顺时针与厄尔省、伊夫林省、埃松省、卢瓦雷省、卢瓦-谢尔省、萨尔特省和奧恩省接壤。
与维达姆堡接壤的市镇（或旧市镇、城区）包括：莱勒叙安特、隆尼莱维拉日、沙朗塞。

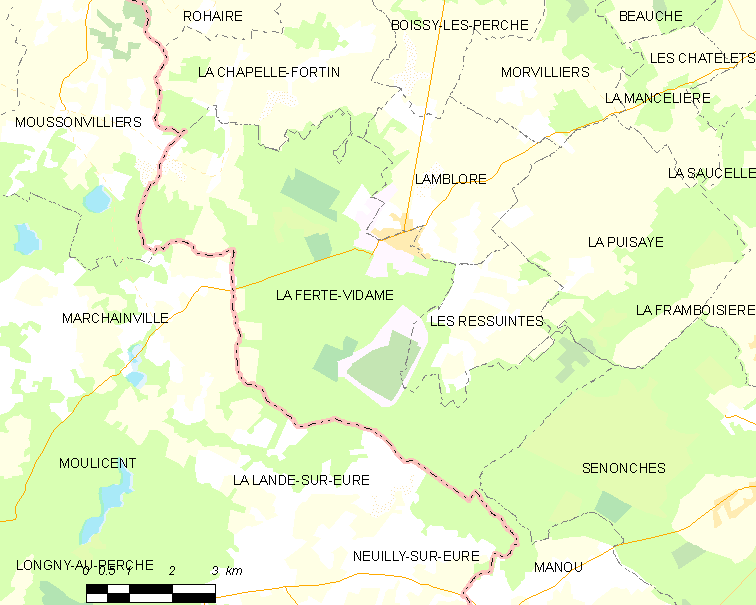
维达姆堡的OSM定位图

维达姆堡的时区为UTC+01:00、UTC+02:00（夏令时）。

## 行政
维达姆堡的邮政编码为28340，INSEE市镇编码为28149。

## 政治
维达姆堡所属的省级选区为圣吕班德容什雷县。

## 人口

1962-2008年间维达姆堡人口变化图示

维达姆堡于2022年1月1日时的人口数量为558人。